# Zdeněk Pecka
Zdeněk Pecka (født 6. februar 1954 i Litoměřice, død 30. januar 2024) var en tjekkisk roer og dobbelt olympisk medaljevinder.

## Rokarriere
Pecka var med i den tjekkoslovakiske dobbeltfirer, der i 1974 vandt VM-bronze og året efter VM-sølv, begge gange efter DDR. Ved OL 1976 var denne disciplin for første gang på OL-programmet, og også her var DDR favoritter. Den tjekkoslovakiske båd (ud over Pecka bestod besætningen af Jaroslav Hellebrand, Václav Vochoska og Vladek Lacina) vandt det ene indledende heat og var dermed i finalen, hvor kampen om guldet kom til at stå mellem DDR og Sovjetunionen. Her vandt DDR, mens den sovjetiske båd fik sølv og tjekkoslovakkerne bronze. I 1977 var det igen DDR, der blev verdensmester, mens Pecka og han tjekkoslovakiske kolleger vandt sølv.
Pecka skiftede herefter til dobbeltsculler sammen med Vochoska, og de vandt VM-sølv i denne disciplin i 1979, og de stillede også op ved OL 1980 i Moskva. Her var de norske brødre Alf og Frank Hansen ikke med, da de deltog i den vestlige boykot af legene, og dermed var konkurrencen. Pecka og Vochoska blev sidst i deres indledende heat, men en andenplads i opsamlingsheatet gav kvalifikation til finalen. Her var østtyske Joachim Dreifke og Klaus Kröppelien bedst og fik guld, mens jugoslaverne Zoran Pančić og Milorad Stanulov fik sølv og Peck og Vochoska bronze. Pecka og Vochovskas sidste mesterskabsmedalje kom i 1982, da de vandt VM-bronze i dobbeltsculleren.

## Familie
Pecka var gift med langrendsløberen Květa Jeriová, der vandt flere OL-medaljer.

## OL-medaljer
- 1976:  Bronze i dobbeltfirer
- 1980:  Bronze i dobbeltsculler